# Christoph Krachten

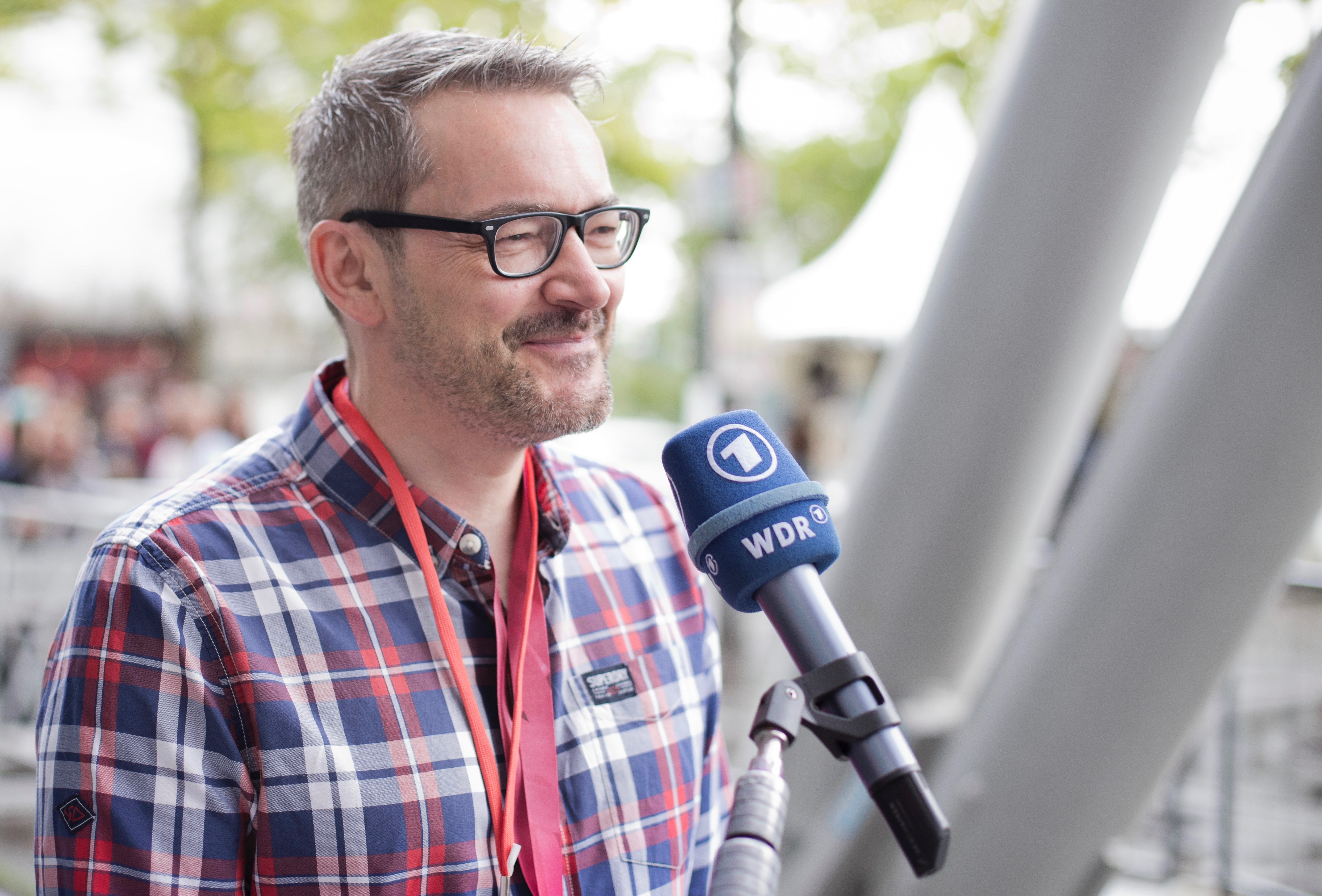
Christoph Krachten im Interview auf den VideoDays

Christoph Michael Krachten (* 27. Juli 1963) ist ein deutscher Autor, Journalist, YouTube-Unternehmer, Bar-Besitzer und Webvideoproduzent.

## Leben
Christoph Krachten war in den 1990er Jahren Mitbegründer der Multimedia-Firma Momento Media in Köln. 2008 startete er einen YouTube-Kanal unter dem Namen Clixoom, den er 2022 aufgab. Das Konzept bestand darin, YouTube-Stars wie Bianca Claßen, Coldmirror, Daaruum, LeFloid und Y-Titty zu interviewen. Das Konzept ging auf: Wer in einer Suchmaschine nach einem der prominenten Youtuber suchte, wurde oft zu Clixoom geleitet.
Aufgrund dieses Erfolgs gründete Krachten 2010 eine Agentur für Youtuber namens Mediakraft. Er leitete das Unternehmen vier Jahre lang. Hier gab es Kritik von prominenten Youtubern wie Simon Unge und LeFloid; beide waren bei Mediakraft unter Vertrag und kritisierten die mangelnde Unterstützung.
2012 moderierte er den Webvideopreis Deutschland.
2013 erschien Christoph Krachtens erstes Buch: YouTube: Spaß und Erfolg mit Online-Videos. Es folgten weitere über Raumfahrt und Tesla.
Krachten gehörte zu den Organisatoren der VideoDays. Dabei war er laut Handelsregister u. a. Kommanditist der ausführenden VideoDay_sUG & Co.KG. Die Videodays wurden 2017 eingestellt.
2014 startete Krachten den Videokanal Science and Future mit populärwissenschaftlichen Themen vor allem aus der Astronomie. 2021 wurde daraus der Kanal Thanks4Giving. 2019 übergab er der damaligen Bundesjustizministerin Katarina Barley die Online-Petition mit dem Titel Wissenschaft ist die beste Petition, die von 4,7 Millionen Nutzern unterzeichnet wurde. Seit 2021 ist Krachten Teil der Initiative Fairtube der Youtubers Union und der IG Metall. Er ist Mitglied bei der Publizistischen Kommission der Deutschen Bischofskonferenz.
Krachten brachte sich in die Demonstrationen gegen Artikel 13 (Upload-Filter) ein. Im computeranimierten Film Ralph reichts synchronisierte er Kyle Herbert als Ryu.
Krachten ist der Bruder des verstorbenen Stefan Krachten.

## Trivia
Da Krachten besonders in der Anfangszeit in seinen Videos oft ein kariertes Hemd trug, wurde das sein Markenzeichen. Dieses entstand nach seinen Angaben, als einer der beiden Aussenseiter ein ähnliches Outfit trug und es hieß, dass dieser den Clixoom-Look trüge. Er hatte einen Gastauftritt in Folge 1385 der Lindenstraße.
Seit 2023 ist er Besitzer einer Bar in Berlin-Wedding.

## Veröffentlichungen
- 2013, überarbeitet 2017: Youtube ― Spaß und Erfolg mit Online-Videos (zusammen mit Dr. Carolin Hengholt). ISBN 978-3-89864-817-2
- 2020: Per Aufzug in den Weltraum ― Expeditionen in die nahe Zukunft. ISBN 978-3-499-60671-7
- 2021: Tesla oder: Wie Elon Musk die Elektromobilität revolutioniert. ISBN 3-98577-000-X

## Auszeichnungen
- 2014: Preis „Die digitale Gesellschaft“[8]
- 2014: Game Changer Award[13]